# Santa Casa de Misericórdia da Bahia
A Santa Casa de Misericórdia da Bahia (SCMB, SCMBA ou SantaCasaBA) é uma das instituições mais tradicionais e relevantes da história da saúde pública no Brasil. Fundada em 1549, ainda no período colonial, a Santa Casa tem sido, ao longo dos séculos, um pilar fundamental não só na assistência médica, mas também na promoção de ações sociais, culturais e educacionais. Sua história está entrelaçada com a própria formação da sociedade baiana e, por extensão, da sociedade brasileira.

## História
A Santa Casa de Misericórdia da Bahia foi fundada pelos primeiros colonizadores portugueses logo após a chegada da expedição de Tomé de Sousa, que estabeleceu a cidade de Salvador como Sede do Estado do Brasil. O estabelecimento da instituição em 1549 tem um caráter simbólico e prático: foi criado para auxiliar na assistência aos doentes, aos pobres e aos desamparados, num momento em que as doenças e epidemias eram frequentes e as condições sanitárias precárias.
A ideia de fundar uma Santa Casa de Misericórdia remonta à Tradição das Santas Casas que surgiram na Europa, principalmente na Península Ibérica, e visavam unir a caridade cristã com o cuidado aos necessitados. Assim, a Santa Casa da Bahia tornou-se a primeira instituição de saúde do Brasil e um modelo que seria replicado por outras cidades do país.
Com o tempo, a Santa Casa da Bahia não só expandiu suas funções, mas também passou a ser um centro de referência no tratamento de doenças e no treinamento de médicos. Durante o Período Imperial, o hospital se consolidou como a principal instituição de saúde da Bahia, recebendo, além de pacientes de Salvador, pessoas de todo o estado e até de outras províncias.

### Modernização e desafios
Ao longo do século XX, a Santa Casa de Misericórdia da Bahia passou por uma série de reformas e modernizações, incorporando novas tecnologias e tratamentos médicos. Isso foi possível não apenas pelo aumento de investimentos, mas também pela integração com universidades e escolas de medicina, o que permitiu que o hospital se tornasse um importante centro de pesquisa e inovação.
A instituição se destacaria principalmente no tratamento de doenças tropicais e na formação de médicos que, posteriormente, iriam para outras partes do Brasil e do mundo. Além disso, sua relevância cresceu com a fundação de diversas especialidades, como o Instituto de Cardiologia da Bahia, o Instituto de Neurologia e outros centros especializados.
Mesmo com sua longa história de contribuições à saúde pública, a Santa Casa de Misericórdia da Bahia, como outras instituições de saúde no Brasil, tem enfrentado desafios financeiros e operacionais, especialmente no contexto da crescente demanda por serviços médicos de qualidade. Além disso, a gestão de um hospital com tamanha importância histórica e social é um constante desafio, já que a necessidade de atualização de equipamentos, infraestrutura e de garantir o atendimento a uma população cada vez mais diversificada requer recursos substanciais.
Por outro lado, a Santa Casa de Misericórdia da Bahia continua sendo um pilar da solidariedade e da caridade, com programas de assistência à população mais vulnerável, como os atendimentos gratuitos aos pacientes de baixa renda, além das ações de promoção de saúde e prevenção de doenças.

## Educação e legado
A Santa Casa não se limita ao âmbito da saúde. Desde sua fundação, a instituição teve um papel importante também na cultura e educação na Bahia. O Hospital da Santa Casa foi o responsável pela construção do Hospital de São Joaquim, além de ter sido fundamental na criação de hospitais para o tratamento de doenças como a tuberculose e a hanseníase, entre outras.
Além disso, a Santa Casa tem se envolvido em ações educacionais, oferecendo cursos de formação técnica e universitária, e ajudando na qualificação de profissionais da área da saúde. Em diversas fases de sua história, a instituição teve uma grande influência na formação de médicos, enfermeiros e outros profissionais da saúde.
A Santa Casa de Misericórdia da Bahia é considerada um patrimônio histórico e cultural do estado da Bahia e do Brasil. Sua contribuição à saúde pública e à caridade, ao longo de quase cinco séculos, fez dela uma das maiores referências no país.

### Centro de memória
O Centro de Memória Jorge Calmon é o arquivo histórico da Santa Casa de Misericórdia da Bahia, a primeira e mais antiga instituição filantrópica do estado. O seu vasto acervo, composto por mais de 1.800 livros e centenas de caixas com documentos avulsos, é o reflexo dos registros de todas as atividades exercidas pela Irmandade, acumulados desde o século XVII até os dias de hoje, resultando em um conjunto documental que se destaca pela sua antiguidade e pela pluralidade de suas fontes.